# Молекулярные и клеточные механизмы памяти
Есть похожая энциклопедическая статья — Память

## История исследования на нейронах моллюсков
Один из учёных, изучающих физиологические механизмы процесса запоминания — лауреат Нобелевской премии Эрик Кандель. В своих экспериментах он изучал моллюска аплизию. Он остановил на нём свой выбор, так как исходил из предположения, что нет фундаментальных отличий между нейронами и синапсами человека и беспозвоночных. Кроме того, аплизия обладает несколькими важными преимуществами:
1) нервная система аплизии состоит примерно из 20 000 нейронов (тогда как у млекопитающих их десятки миллиардов); 
2) многие из них очень большие (до 1 мм в диаметре);
3) нейроны часто окрашены в различные цвета и занимают строго определённое положение в нервных ганглиях, так что их легко опознавать индивидуально.
Для исследований был выбран один из защитных рефлексов: рефлекс втягивания жабры при дотрагивании до сифона. Когда животное находится в спокойном состоянии, жабры прикрыты куском кожи, заканчивающейся сифоном. При раздражении жабры и сифон прячутся в мантийную полость. Выделяют три основных вида научения: повышение чувствительности (сенситизация), привыкание (габитуация) и классическое (павловское) обусловливание (выработка условного рефлекса). В опытах с аплизией изучали все эти формы, но наиболее подробно была изучена сенситизация, при которой животное начинает сильнее реагировать на внешнее раздражение. При одном дотрагивании до сифона жабра немного прячется в мантийную полость, а если до этого в «хвост» (заднюю часть ноги) аплизии наносили укол, жабра втягивается сильнее и на более длительное время. Рефлекторная цепь этого рефлекса состоит из 24 сенсорных нейронов и шести мотонейронов жабр.
Исследования Канделя показали, что обучение происходит в результате изменений в силе синаптических связей между клетками (изменение силы синаптических связей — это изменение количества нейромедиатора, выделяемого в синаптическую щель при определённой силе раздражения). Она изменяется гетеросинаптически, то есть силу синапса изменяют клетки-модуляторы. Одна и та же синаптическая связь может быть изменена (усилена или ослаблена) при разных формах обучения: привыкание ведёт к ослаблению связей между сенсорными нейронами и их эффекторами, мотонейронами и интернейронами. Сенситизация ведёт к усилению тех же самых наборов соединений.

## Память кратковременная и долговременная
На одном синапсе изменение силы связи (синаптическая пластичность) может быть кратковременным или долговременным. Это зависит от числа повторений обучающего раздражителя (укола в ногу). Долговременная память основана не только на усилении синаптической силы, но и на увеличении числа синаптических связей.
Было выяснено, что при привыкании количество выделяемого медиатора глутамата в сенсорном нейроне уменьшается. Оказалось, что модулятор синаптической силы — серотонин, который выделяет модуляторный интернейрон при раздражении ноги. При его выделении увеличивается выделение медиатора и увеличивается концентрация цАМФ в сенсорном нейроне, воздействующем на мотонейрон жабры. При проведении нескольких опытов выяснилось, что введение цАМФ внутрь сенсорного нейрона также увеличивает выделение медиатора.

### Кратковременная память
При кратковременной сенситизации (от минут до часов) одиночное воздействие на «хвост» аплизии вызывает временный выброс серотонина. Серотонин воздействует на мембранный серотониновый рецептор, активируя G-белок, который активирует аденилатциклазу. Она синтезирует цАМФ, который активирует протеинкиназу А (РКА). При активации связавшие цАМФ регуляторные субъединицы РКА отделяются от каталитических. Каталитические субъединицы РКА действуют на калиевые каналы, при этом ионы К+ медленнее выходят из сенсорного нейрона во время нисходящей фазы потенциала действия, а ионы Са2+ поступают в клетку в большем количестве. В результате получается, что выделяется больше медиатора. Длительность этих процессов соответствует кратковременной памяти.

### Долговременная память
Долговременное сенситизация рефлекса втягивания жабры аплизии приводит к двум главным видам изменений в сенсорных нейронах:
1) Устойчивая активность РКА;
2) Увеличение числа синаптических связей с мотонейроном.
При повторяющейся стимуляции «хвоста» уровень цАМФ возрастает и сохраняется неизменным в течение нескольких минут. За это время каталитические субъединицы РКА успевают переместиться в ядро вместе с митоген-активирующей протеинкиназой (МАРК). В ядре РKA и МАРК фосфорилируют и активируют белок CREB-1 (фактор транскрипции) и подавляют действие CREB-2, ингибитора CREB-1. После этого CREB-1 активирует несколько генов раннего ответа. Один из них кодирует убиквитин-С-гидролазу, что приводит к управляемому расщеплению регуляторных субъединиц протеинкиназы А. Это приводит к постоянной активности РКА, в результате чего каталитические субъединицы дольше действуют на К+, Са2+ дольше входит в нейрон в больших концентрациях. Медиатора выделяется больше. Часто происходит увеличение числа синапсов, их площади, что также приводит к большему выделению медиатора. Рост синапсов связан с активацией генов позднего ответа, за которую отвечают белки, кодируемые другими генами раннего ответа.